# Burgmühle (Mellrichstadt)

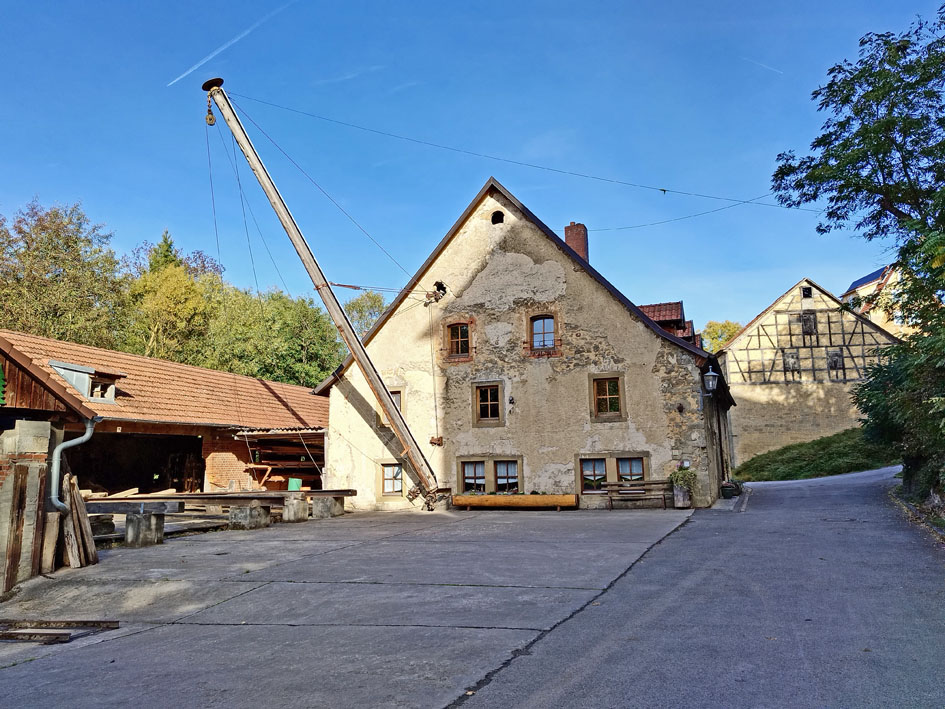
Burgmühle

Die Burgmühle ist eine Sägemühle der Gemeinde Mellrichstadt im Landkreis Rhön-Grabfeld, die direkt am Fluss Streu gelegen ist.

## Geschichte
1303 erhielt Siegfried von Stein die Burgmühle als Lehen vom Würzburger Fürstbischof. Ihm folgten 1362 Eberhard von Maßbach und Johann von Stein als Lehensbesitzer. Später wurden die Familie von der Kere sowie Berthold von Bibra Eigentümer der Mühle. 1592 ging sie an das Hochstift Würzburg zurück. Starke Schäden erlitt die Burgmühle im Dreißigjährigen Krieg (1618–1648). Zwischen 1682 und 1872 hatte die Mühle zwölf weitere Besitzer. Die Schneidmühle erbaute Johann Herter im Jahr 1780. Die Burgmühle ist die älteste der Mellrichstädter Mühlen und wird heutzutage als Sägemühle betrieben.